# 埃拉西斯特拉图斯发现安条克的病因
《埃拉西斯特拉图斯发现安条克的病因》（法語：Érasistrate découvrant la cause de la maladie d’Antiochius dans son amour pour Stratonice）是法国新古典主义艺术家雅克-路易·大衛的一幅油画作品，创作于1774年。这幅作品是一幅历史画，描绘了普鲁塔克的《希腊罗马名人传》中的一段插曲，说到希腊御用医生埃拉西斯特拉图斯诊断塞琉古一世的儿子安条克的疾病，是因爱上他的继母斯特拉托妮可而患上的相思病。这幅画作赢得了1774年度由法国王家绘画和雕塑学院颁发的罗马大奖。